# 피자 박스 폼 팩터

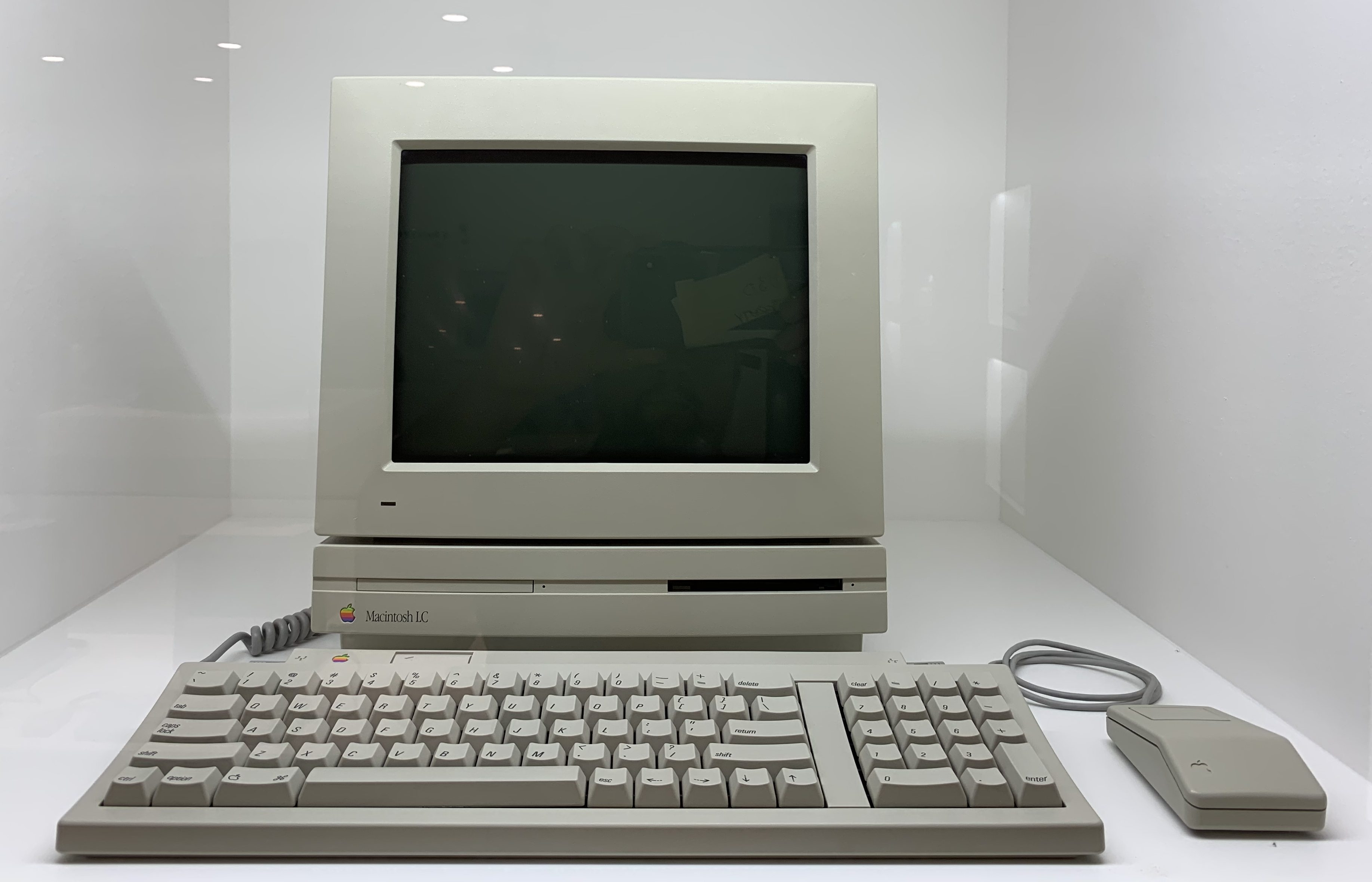
매킨토시 LC와 그 위에 모니터를 놓는 일반적인 설정

컴퓨팅에서 피자 박스(pizza box)는 데스크톱 컴퓨터 또는 네트워크 스위치의 케이스 디자인 스타일이다. 피자 박스 케이스는 너비가 넓고 평평하며, 일반적으로 높이가 1.5 to 4 in or 4 to 10 cm로 피자 배달 상자와 유사하여 이름이 붙여졌다. 이는 케이스의 높이가 너비보다 훨씬 크고 "수직" 모양을 가진 타워 시스템과는 대조적이다. 현대적인 용법에서 "피자 박스"라는 용어는 일반적으로 높이가 2 인치 (51 mm)를 넘지 않는 매우 평평한 케이스에 사용되며, 2인치보다 높은 케이스는 대신 데스크톱 케이스로 지칭된다.
피자 박스 시스템의 일반적인 설정은 디스플레이 모니터를 케이스 바로 위에 놓아 사용자의 눈높이에 더 가깝게 모니터를 높이는 포디엄 역할을 하게 하고, 다른 주변기기를 케이스 앞과 옆에 놓는 것이다. 때로는 피자 박스를 타워형으로 옆으로 눕혀 놓을 수도 있다.

## 역사
1991년 데이터 제너럴은 Aviion 유닉스 서버 제품 광고에서 "누가 메인프레임의 성능을 피자 박스 안에 넣었는가?"라는 슬로건으로 표현을 일찍이 사용했으며, 이후에도 이 테마를 다시 사용했다. 그러나 이러한 사용 이전에 다른 인쇄물에서 이 표현이 나타났는데, 특히 타임지의 1989년 썬 마이크로시스템즈와 그들의 SPARCstation 1 제품에 대한 기사에서 언급되었다. 이 표현은 1987년 일찍이 디지털 이큅먼트 코퍼레이션 VAXmate의 확장 장치 프로필을 지칭하기 위해 사용되었다고 알려졌다.

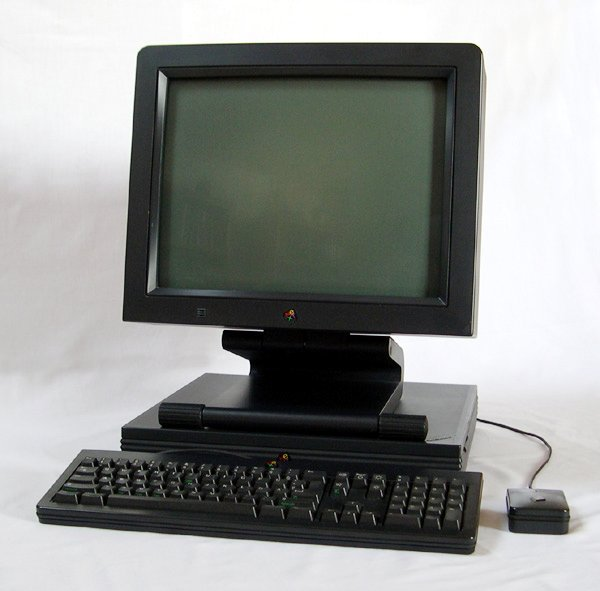
넥스트스테이션 워크스테이션(높이)이 1990년 CRT 모니터 아래에 평평하게 놓여 있다.

피자 박스 시스템으로 일반적으로 불리는 대부분의 컴퓨터는 1990년대 선의 워크스테이션과 같은 하이엔드 데스크톱 시스템이었다. 다른 주목할 만한 예시로는 SGI Indy, 넥스트스테이션, 아미가 1000을 포함하여 그 세대에서 가장 성능이 뛰어난 데스크톱 컴퓨터들이 있다.

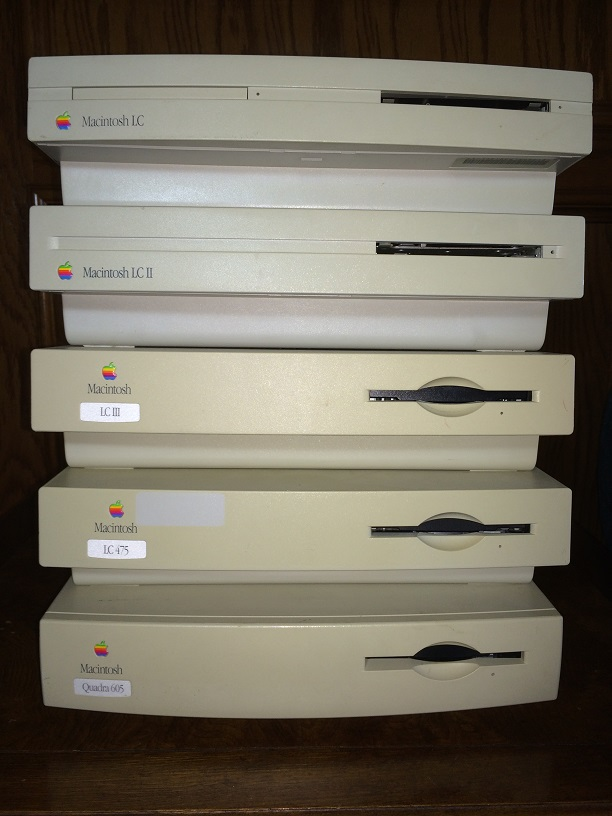
저장소에 쌓인 LC 제품군 (LC, II, III, 475, Quadra 605)

피자 박스 폼 팩터는 교육 시장에서 인기가 많았던 매킨토시 LC 제품군과 같은 저가형 및 보급형 라인에서도 볼 수 있었다.
오리지널 SPARCstation 1 디자인에는 폼 팩터에 맞게 특별히 설계된 확장 버스 기술인 SBus가 포함되어 있었다. 확장 카드는 작았고, 특히 당시 사용되던 VME버스와 같은 다른 확장 카드에 비해 작았으며, 수직이 아닌 수평으로 장착되었다. 이 유형의 케이스에 사용되는 PC 호환 컴퓨터는 일반적으로 PCI 버스 확장 버스를 사용하며, 일반적으로 가) 수평으로 배치된 한두 개의 확장 카드로 제한되거나 나) 일반 PC에서 사용하는 PCI 카드보다 짧은 특수 저프로파일 확장 카드를 필요로 한다.
피자 박스 시스템의 컴퓨팅 성능 밀도와 적층성은 데이터 센터에서 사용하기에 매력적이었다. 원래 데스크톱 용도로 설계된 시스템은 19인치 랙 내부의 선반에 놓였으며, 때로는 케이스의 일부를 잘라내야만 들어갈 수 있었다. 1990년대 후반부터 피자 박스는 데스크톱 공간, 랙룸 및 밀도가 중요한 오피스 큐비클, 학교, 데이터 센터 또는 산업용 응용 부문에서 일반적인 폼 팩터가 되었다. 이 폼 팩터의 서버와 고급 이더넷 스위치는 이제 랙 마운팅용으로 설계되었다. 랙 마운트 1U 컴퓨터는 모든 유형의 구성과 깊이로 제공된다.
더 작은 개인 시스템 및 신 클라이언트를 위한 피자 박스 폼 팩터는 21세기에도 계속 사용되고 있지만, 이미 크기가 축소된 컴퓨터를 키보드 또는 디스플레이 모니터에 내장하는 랩톱, 넷톱 또는 올인원 컴퓨터 디자인으로 점점 대체되고 있다.

## 같이 보기
- 데스크톱 폼 팩터